# Golofa eacus
Golofa eacus är en skalbaggsart som beskrevs av Hermann Burmeister 1847. Golofa eacus ingår i släktet Golofa och familjen Dynastidae. Inga underarter finns listade i Catalogue of Life.

## Bildgalleri

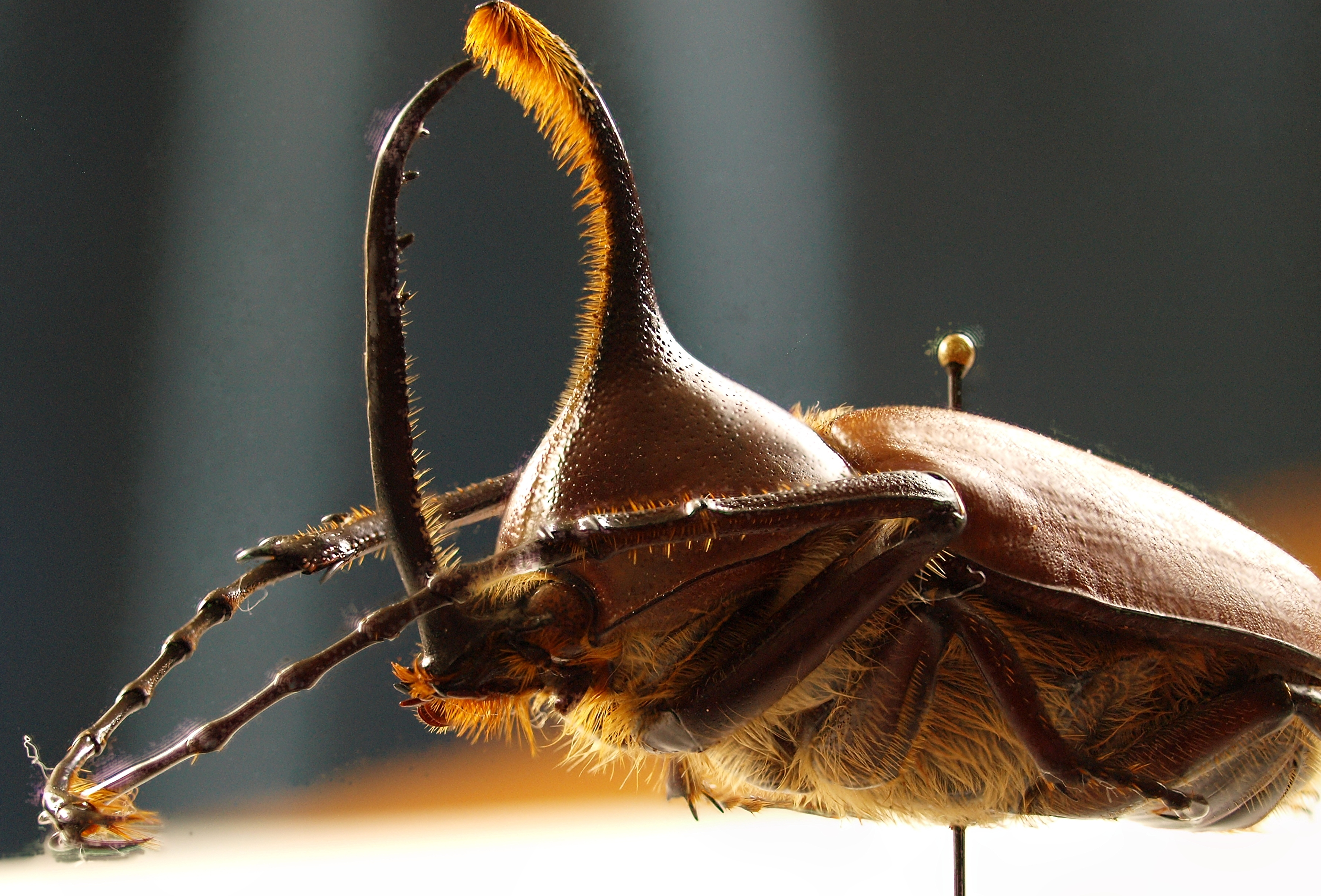
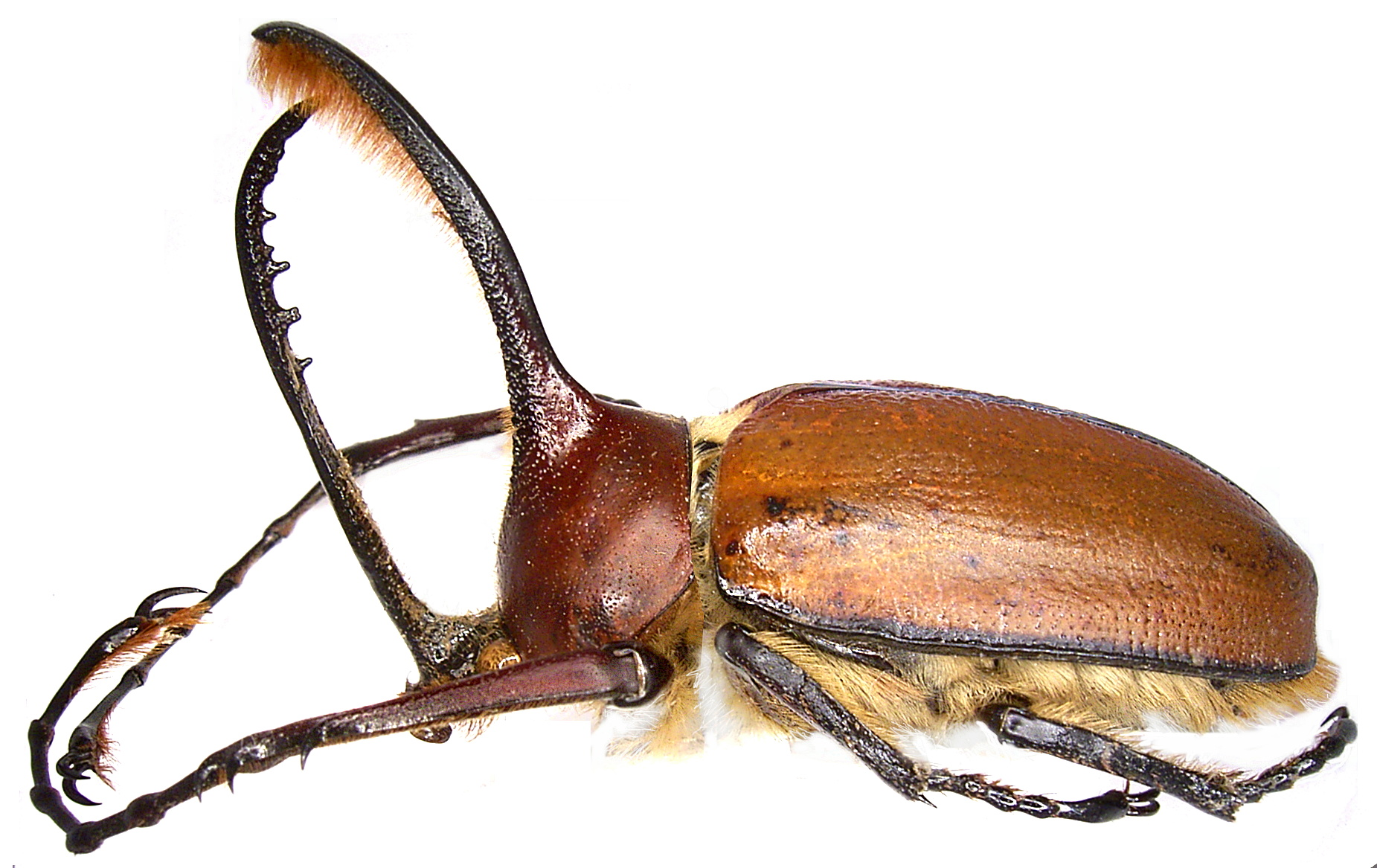